# グリル (アクセサリー)

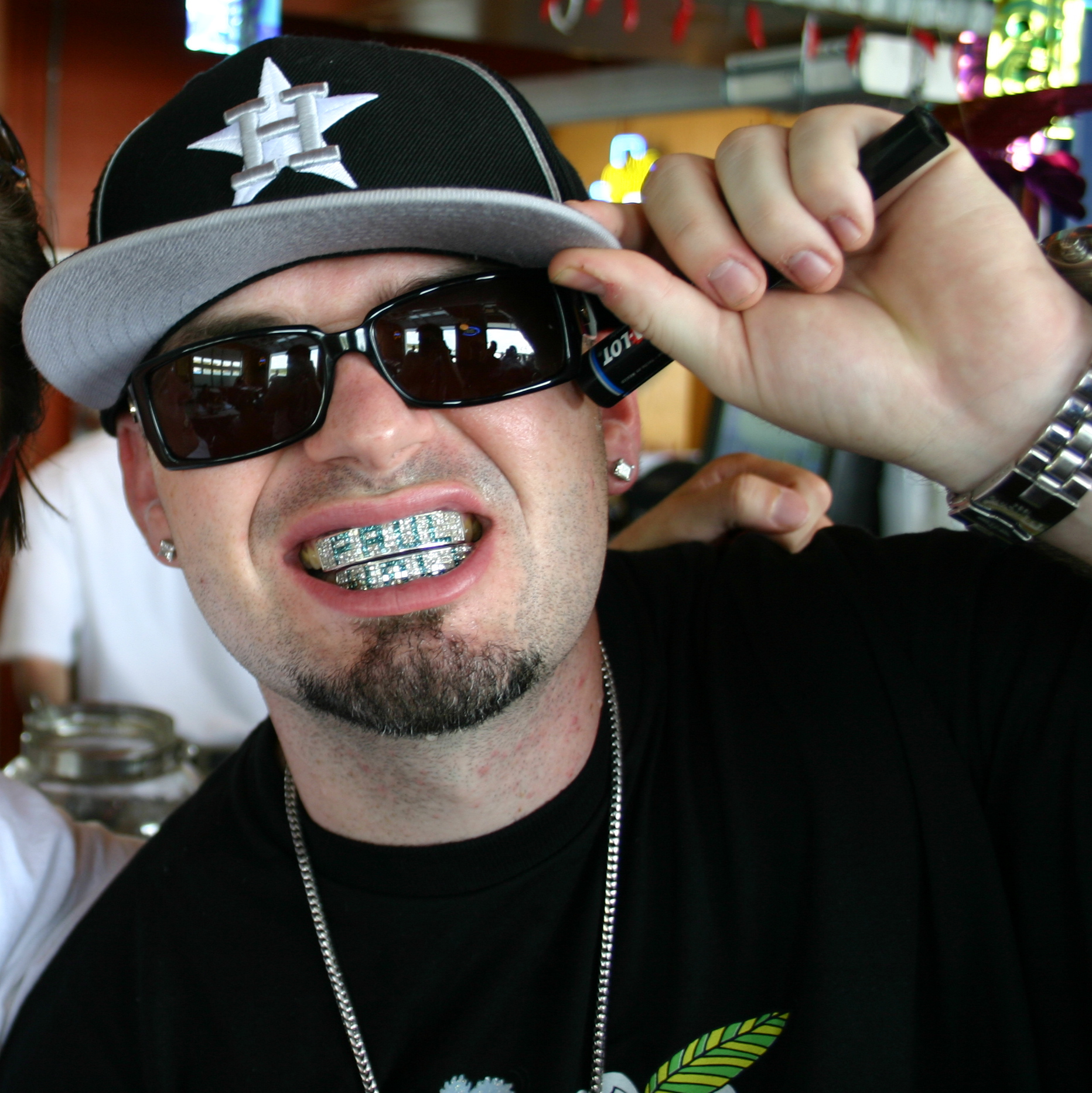
サウス系ヒップホップアーティストなどを中心に人気を集めるポール・ウォール(Paul Wall)。ダイヤモンドのグリルを装着。日本のデザイナーNIGO氏が装着しているのもこのタイプ。

グリル（Grill）は歯の上につけるアクセサリーのこと。一般に可撤式。アメリカでは1980年代前半にヒップホップを行う者達の間で装着が始まり、2000年代の半ばに広く人気が広がった。近年では、歯科医院で印象を取り作成する場合も多い。長期の磨耗や健康への影響は未知である。日本の著名人ではA BATHING APEの元デザイナーNIGOがダイヤモンド製で固定式のグリルを装着している。似たものにスカイスがある。日本ではまだ一般的でないため、ここでは主にアメリカでの事例を記述する。

## 製品

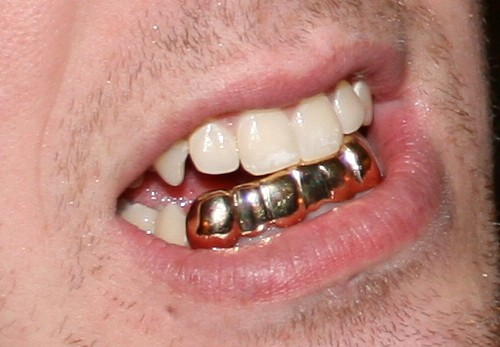
ゴールドのグリル

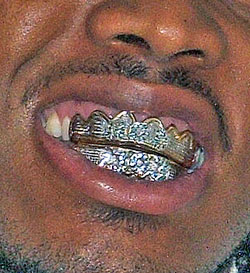

以前は可撤式の物だったが近年は歯科医院で歯を形成しアルギン酸で印象を採り、作業模型上でグリルをオーダーメイドで作る方法が主流になっている。アメリカでは歯科医師免許を持たない者がこの作業を行い、告発されるケースも出ている。

## 批評と健康被害
アメリカ歯科医師会（ADA）は、グリルのベースの金属が金属アレルギーを引き起こしたり、長期の使用によりグリルの下に細菌が繁殖し、う蝕や歯周病の原因になると警告している。